# Markus Halsti
Markus Halsti (født 19. Marts 1984) er en finsk fodboldspiller der tidligere har spillet i mange forskellige klubber. Han har senest spillet i HJK Helsinki, men står lige nu uden kontrakt. Han spiller forsvar og på midtbanen, og han har også tidligere spillet for det finske landshold.